# Sojuz MS-21
Sojuz MS-21 je ruská kosmická loď řady Sojuz, která dopravila na Mezinárodní vesmírnou stanici (ISS) ruskou část Expedice 67. Start se uskutečnil 18. března 2022, let trval 195 dní a skončil 29. září 2022. 

## Posádka
Hlavní posádka:
- Oleg Artěmjev (3), velitel, Roskosmos
- Denis Matvějev (1), palubní inženýr, Roskosmos
- Sergej Korsakov (1), palubní inženýr, Roskosmos

V závorkách je uveden dosavadní počet letů do vesmíru včetně této mise.
Záložní posádka
- Sergej Prokopjev (2), velitel, Roskosmos
- Anna Kikinová (1), palubní inženýr, Roskosmos
- Dmitrij Petělin (1), palubní inženýr, Roskosmos

Složení hlavní i záložní posádky bylo zveřejněno v květnu 2021. Nepočítaje krátkou filmařskou misi MS-19 v roce 2021, vydal se Sojuz obsazený pouze ruskými kosmonauty do vesmíru naposledy v dubnu 2000. Sergej Zaljotin a Alexandr Kaleri v Sojuzu TM-30 tehdy byli posledními lidmi, kteří navštívili vesmírnou stanici Mir před jejím zánikem v březnu 2001. Jinak řečeno, trojice kosmonautů v Sojuzu MS-21 je vůbec první čistě ruskou posádkou dopravenou lodí Sojuz na ISS. NASA však v souvislosti se startem potvrdila, že i nadále počítá s připravovanou reciproční výměnou křesel v dalších letech ruských a amerických lodích počínaje druhou polovinou roku 2022.

## Čestné pojmenování – S. P. Koroljov
Loď byla pojmenována po Sergeji Pavloviči Koroljovovi, klíčové postavě počátků kosmonautiky v Sovětském svazu v 50. a 60. letech 20. století, hlavnímu tvůrci raketové techniky i družic.

## Průběh letu
Start rakety Sojuz 2.1a s lodí Sojuz MS-21 se na kosmodromu Bajkonur uskutečnil 18. března 2022 v 15:55:18 UTC. Kosmická loď po expresní trajektorii za 3 hodiny doputovala k ISS a v 19:12:06 UTC se jako vůbec první plavidlo připojila k modulu Pričal (spodní port Pričal nadir). Přitom velitel Oleg Artěmjev převzal ruční řízení lodi na posledních 200 metrů přiblížení a připojení lodi kvůli poruše vyrovnávání její polohy. Posádka ve 21:48 UTC vstoupila na palubu stanice.
Oleg Artěmjev 4. května 2022 převzal velení ISS. Během letu také celkem pětkrát vystoupil do otevřeného prostoru kvůli instalací součástí Evropské robotické ruky (ERA) a jejímu uvedení do provozu. Na 4 z těchto výstupů ho doprovázel Denis Matvějev, na jednom členka americko-evropské části posádky Samantha Cristoforettiová. Té také Artěmjev den před svým odletem předal symbolický klíč a s ním i veleni stanice.
Na konci července 2022 Roskosmos oznámil, že návrat lodi z posádkou (a současně konec Expedice 67) je stanoven na 29. září 2022. Loď se od stanice odpojila v 10:34:20 UTC, vzdálila se do bezpečné vzdálenosti a po brzdicím manévru přistála v 10:57:11 UTC v kazašské stepi, 147 km jihovýchodně od města Žezkazgan.